# Nazé
Pour les articles homonymes, voir Nazé.
Nazé est une localité située dans le département de Bané de la province du Boulgou dans la région Centre-Est au Burkina Faso.

## Démographie
| 2003 | 2006 | 2012 |
| ---- | ---- | ---- |
| 602  | 933  | -    |

## Santé et éducation
Le centre de soins le plus proche de Nazé est le centre de santé et de promotion sociale (CSPS) de Bané.
Le village possède une école primaire publique.